# 格羅夫蘭 (伊利諾伊州)
格羅夫蘭（英語：Groveland）是位於美國伊利諾伊州塔茲韋爾縣的一個非建制地區。該地的面積和人口皆未知。

## 地理
格羅夫蘭的座標為40°35′28″N 89°31′59″W / 40.59111°N 89.53306°W，而該地的平均海拔高度為237米（即778英尺）。